# シュトゥール
シュトゥール ( Stuhr) は、ドイツ連邦共和国ニーダーザクセン州ディープホルツ郡北部の町村（以下、本項では便宜上「町」と記述する）である。人口約33,500人のこの町は同郡最大の市町村であり、ドイツで都市権を有しない自治体の中で2番目に大きい。この町はブレーメンの南に接している。シュトゥールは地域の中級中心をなしている。

## 地理
シュトゥールはブレーメンの南西に位置している。この他の隣接する市町村は、北西がデルメンホルスト、南西がザムトゲマインデ・ハルプシュテット、南がバッスムおよびジーケ、南東がヴァイエである。シュトゥールは、ディープホルツ郡で最も人口が多く、経済力が高い。ブレーメンに隣接する自治体の中でもデルメンホルストに次ぐ自治体の1つである。いくつかの地区の丘陵はゲースト（北ドイツの砂地の丘陵地）を構成している。

### 地区
シュトゥールは、ブリンクム、ファーレンホルスト、グロース・マッケンシュテット、ハイリゲンローデ (ノイクルーク)、モールダイヒ、ゼッケンハウゼン、シュトゥール、ヴァレルの各地区からなる。これらの地区は1974年まで独立した町村であった。地区名は、泥炭地や開墾地を含む農業共同体を意味している。
様々な箇所でかつての自治体の構成が見られる。かつてオルデンブルクに属した地区の住民の多くは、中級中心のデルメンホルストやブレーメン、オルデンブルクを指向している。かつてのハノーファー領の町の住民は、ブーテン＝ブレーマー（直訳: 市外に住むブレーメン人）を自認している。このためシュトゥールの福音主義教会組織は2つの異なる地方教会に属しており、カトリック教会も2つの司教区に分けられる。シュトゥールでは3つの独立の競合紙が購読されている。ブレーマー・ナハリヒテン/ヴェーザー＝クリアー（地域版レギオナーレ・ルントシャウが付録としてつく）、クライスツァイトゥング・ジーケ、デルメンホルスター・クライスブラット（シュトゥール版がある）である。
ブレーメンに近いことから、ブリンクム、ヴァレル、モールダイヒでは、通勤者向けの列状住宅や戸建て住宅がかつての地区の中心部に集中している。経済力の高いシュトゥールには多くの通勤者が住んでいる。

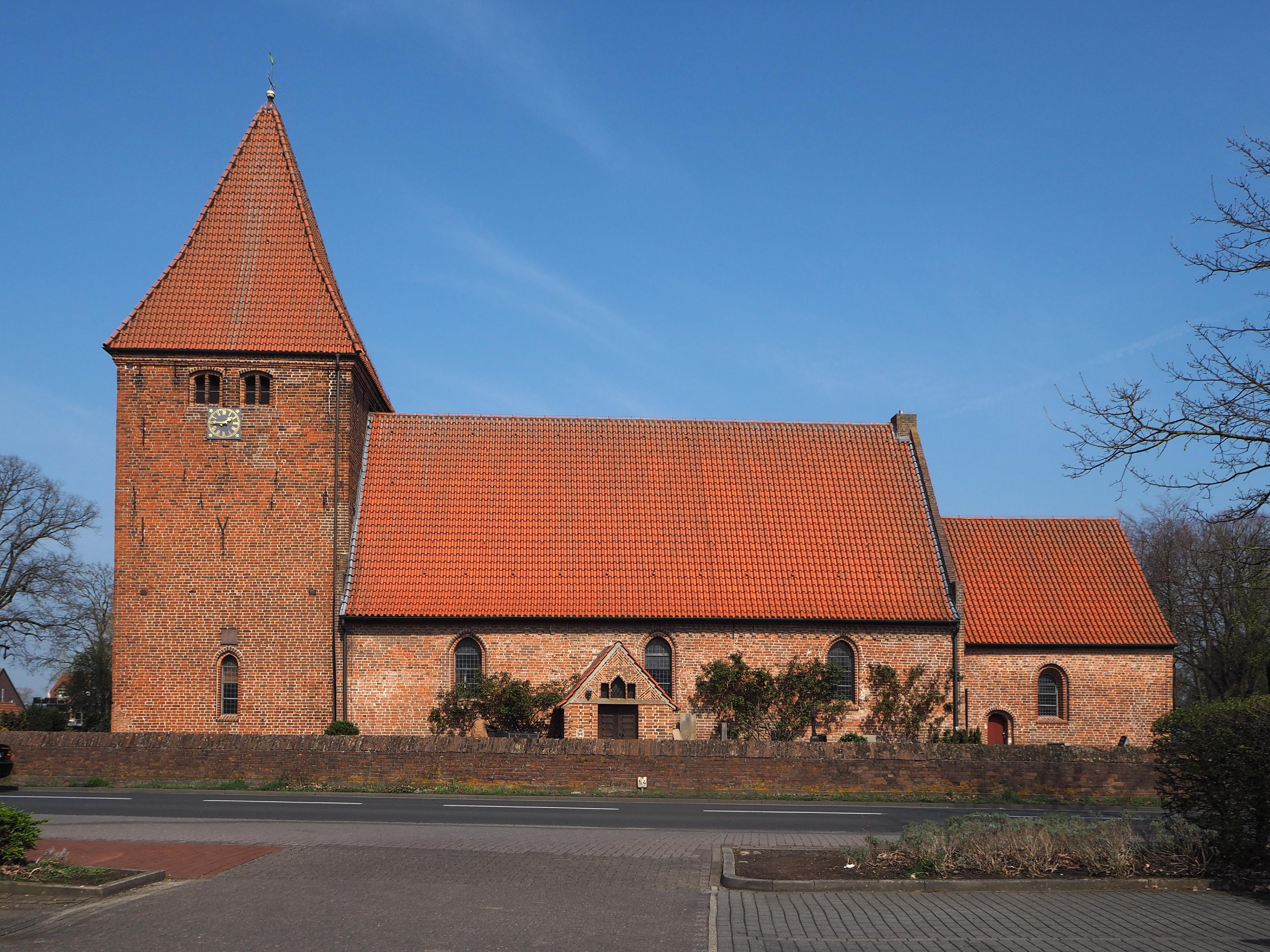
アルト＝シュトゥールのパンクラティウス教会

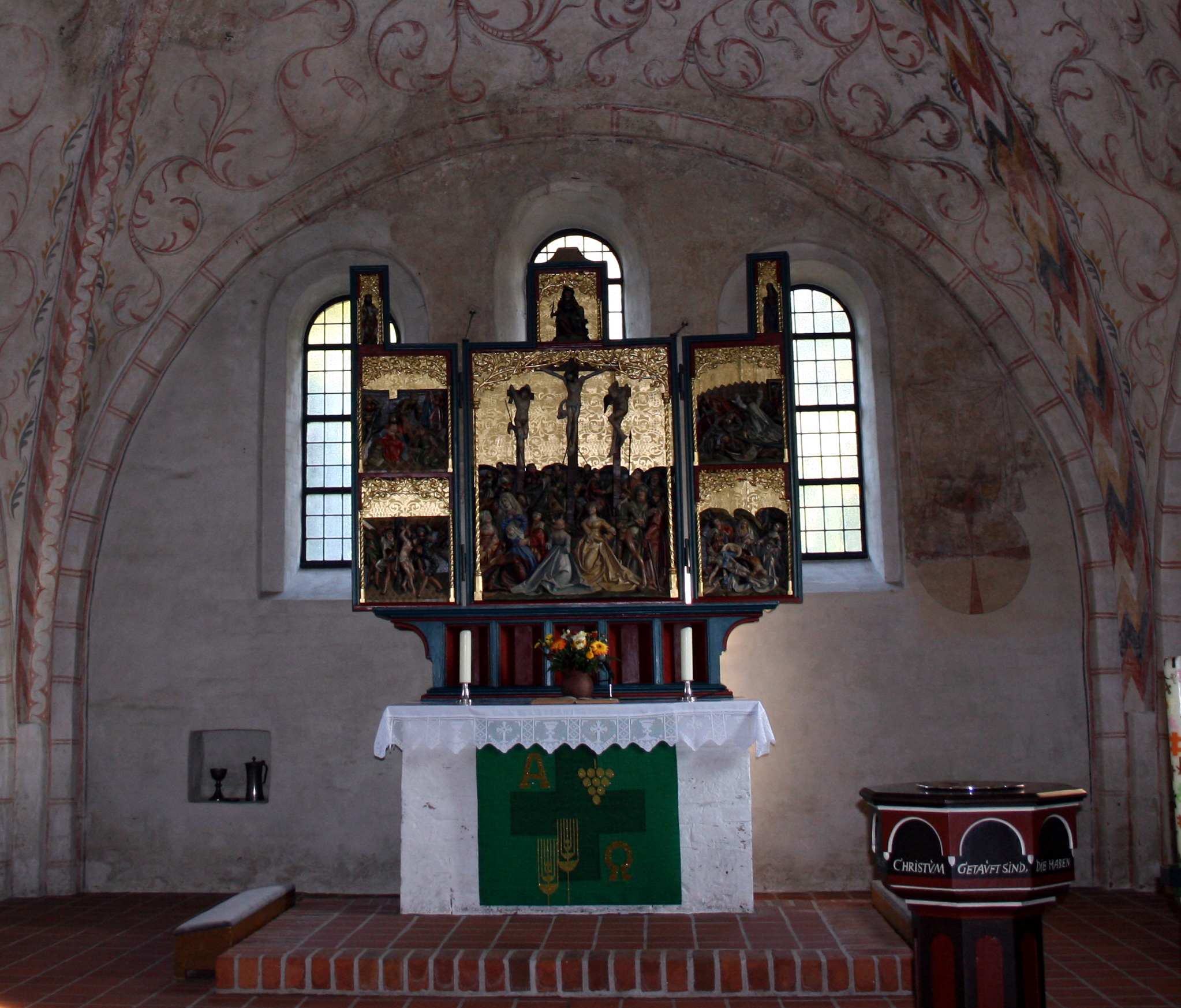
パンクラティウス教会の有翼祭壇

### シュトゥール地区
- 北緯53度01分32秒 東経08度44分44秒 / 北緯53.02556度 東経8.74556度、海抜 6 m

アルト＝シュトゥール（直訳: 旧シュトゥール）の最も印象的な建物はパンクラティウス教会である。この教会は、この地域で特徴的なレンガ造りの壁が20世紀後半に再び露出された。木造の先代の教会は1180年から1187年に建設されたものであった。現在の教会は、13世紀から3つの工期に分けて建設された。最も古い部分はロマネスク様式の内陣、次いでゴシック初期のクロスヴォールトを持つ本堂、最後に重量感のあるヴォールトのない塔が14世紀から15世紀に建設された。18世紀までは、北壁に女性用、南壁に男性用の2つの出入り口があった。北側の出入り口は現在壁でふさがれている。この教会は1964年に修復され、1986年から87年に大規模修復工事が行われた。有翼祭壇はおそらく1500年から1520年頃に創られた。この祭壇は、おそらくブレーメンの彫刻工房出身の専門家によって建設された。祭壇の背面にも描かれていた祭壇画は失われている。祭壇は1992年に修復された。現在教会内部にいくつかの壁画が遺されている。これらは宗教改革時代に塗り込められたが、その後の修復作業で再び露出された。
1980年代末にシュトゥールに、多くの水域を配した公園「（ビオトープ）」が設けられた。シュトゥール地区は町の行政機関所在地であり、1980年代に建設された町役場がある。ここでは多くの文化イベントも開催されている。町役場のすぐ近くに警察署や社会福祉事務所などの町の重要なインフラ施設がある。
集落シュトゥールバウム、ブロッケン/オーベルンハイデ、クーレンもアルト＝シュトゥールに含まれる。クーレンはブレーメンと境を接している。この地域ではブレーメン空港の一部がシュトゥールの町域にかかっている。クーレンの近くにレジャー地のヴェーザー左岸公園がある。
シュトゥールを、現在ではほとんど目立たなくなったシュトールグラーベンが流れている。この川はかつて急流として "de sture" と呼ばれていた。これが現在の町名の由来となった。

### ヴァレル
- 北緯53度01分56秒 東経08度41分47秒 / 北緯53.03222度 東経8.69639度

ヴァレルは1974年の自治体再編以降シュトゥールの一地区となっている。この町はブレーメンやデルメンホルストへの交通の便が良いことから、1970年代初めから人気の住宅地である。町並みは途切れることなくブレーメンやデルメンホルストにつながっている。ブレーメンとの町境はヴァレラー・ベーケ川がこれをなしている。

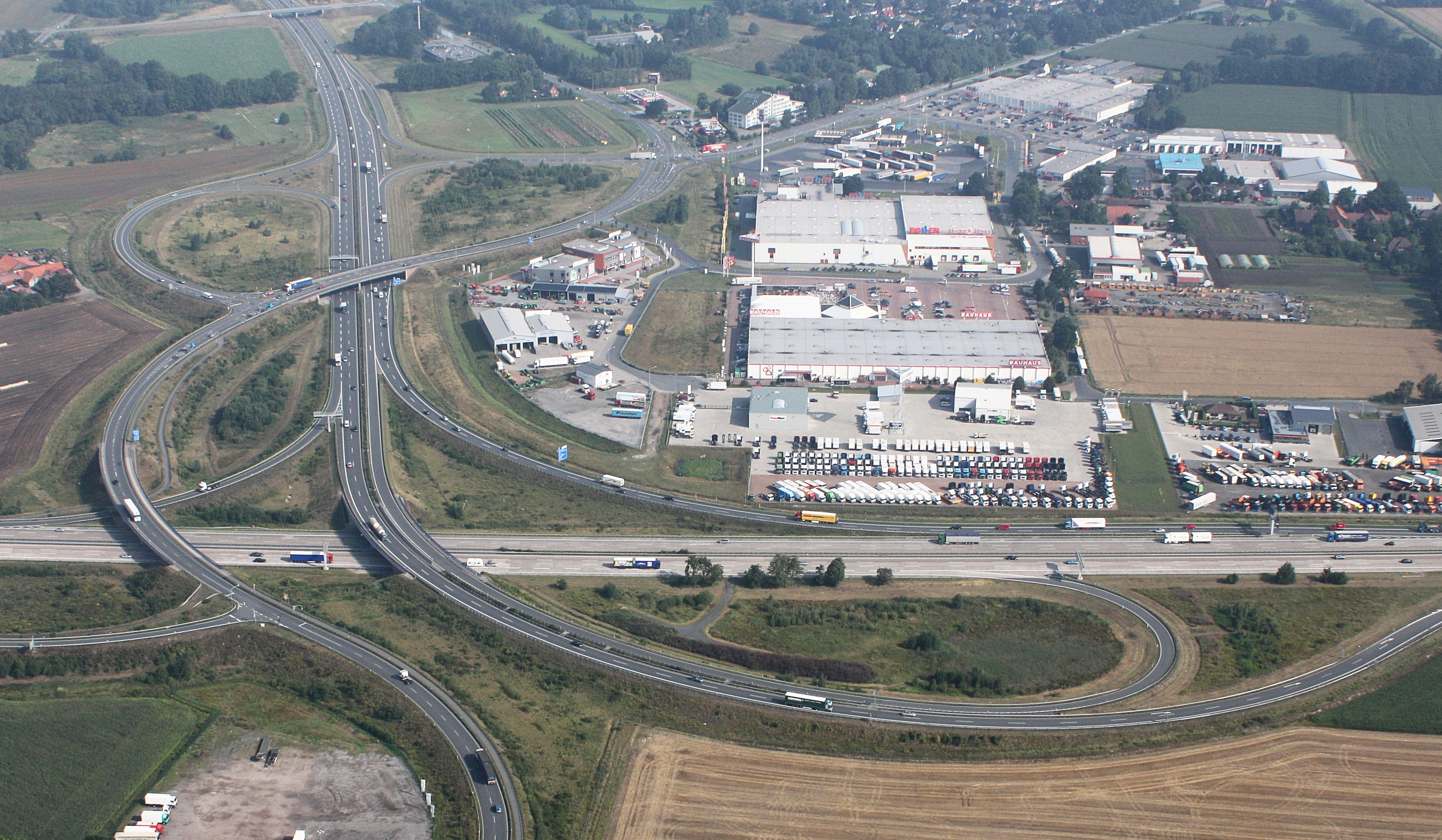
グロース・マッケンシュテット地区にあるシュトゥール・ジャンクション。左右に通っているのがアウトバーン 1号線、上から来るのがアウトバーン 28号線、下から来るのがアウトバーン 322号線である。

### グロース・マッケンシュテット
- 北緯52度59分56秒 東経08度42分12秒 / 北緯52.99889度 東経8.70333度、海抜 10 m

グロース・マッケンシュテットの人口は約 3,100人である。この地区はブレーメンの南西約 17 km に位置している。

### モールダイヒ

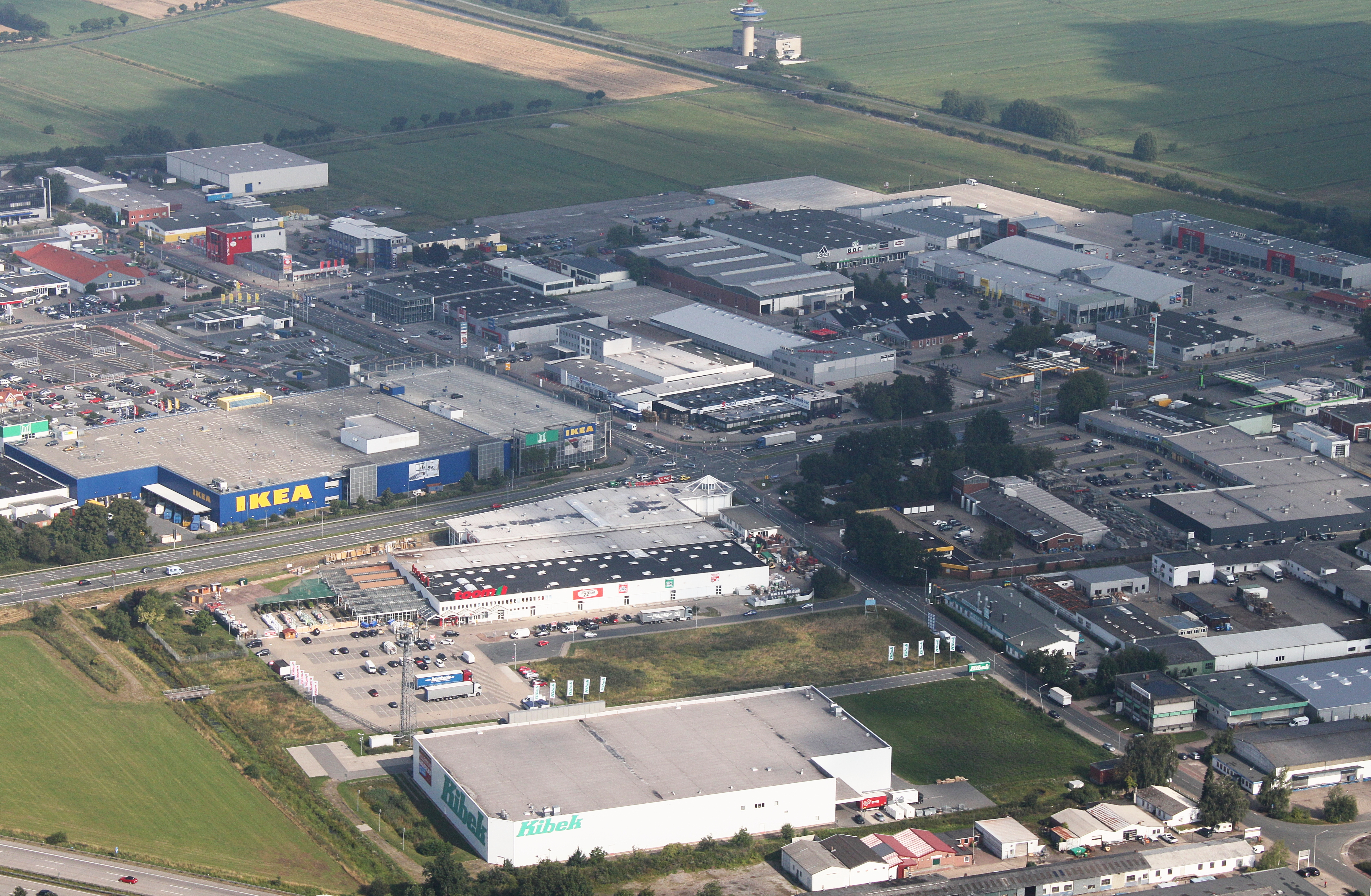
ブリンクム商工業地区

- 北緯53度01分45秒 東経08度43分38秒 / 北緯53.02917度 東経8.72722度、海抜 7 m

モールダイヒは1143年に建設され、数軒の古い農家や1960年から70年代および1990年代から2000年代に建設された多くの一戸建て住宅の他に、数多くの産業地区があることが特徴である。モールダイヒには、基礎課程学校1校と共同型総合学校（リーゼ＝マイトナー＝シューレ）がある。
モールダイヒには、1980年代まで町の行政機関の一部が入居していた当時のシュトゥールの旧町役場もある。この建物には現在、町の図書館の2つの分館のうちの1つが入居している。旧町役場の向かいに地区の社交上の中心である旅館「ノーベル」と実績のあるシュトゥール射撃教会の近代的な射撃施設がある。
モールダイヒはブレーメンのフフティング市区と境を接しており、市境に面した「ハーフェルフロッケン交差点」によって多くのブレーメン住民に知られている。この交差点の名前は、この地で長年製造されているロールド・オーツ製品に由来する。

### ブリンクム
- 北緯53度00分50秒 東経08度47分16秒 / 北緯53.01389度 東経8.78778度、海抜 4 m

ブリンクムは1974年の町村合併によりシュトゥールの一地区となった。この地区の人口は約 10,650人（2010年12月31日現在）で、シュトゥール最大の地区である。この地区はブレーメンの南に位置しており、境目なくブレーメンのカッテネーシュ市区につながっている。

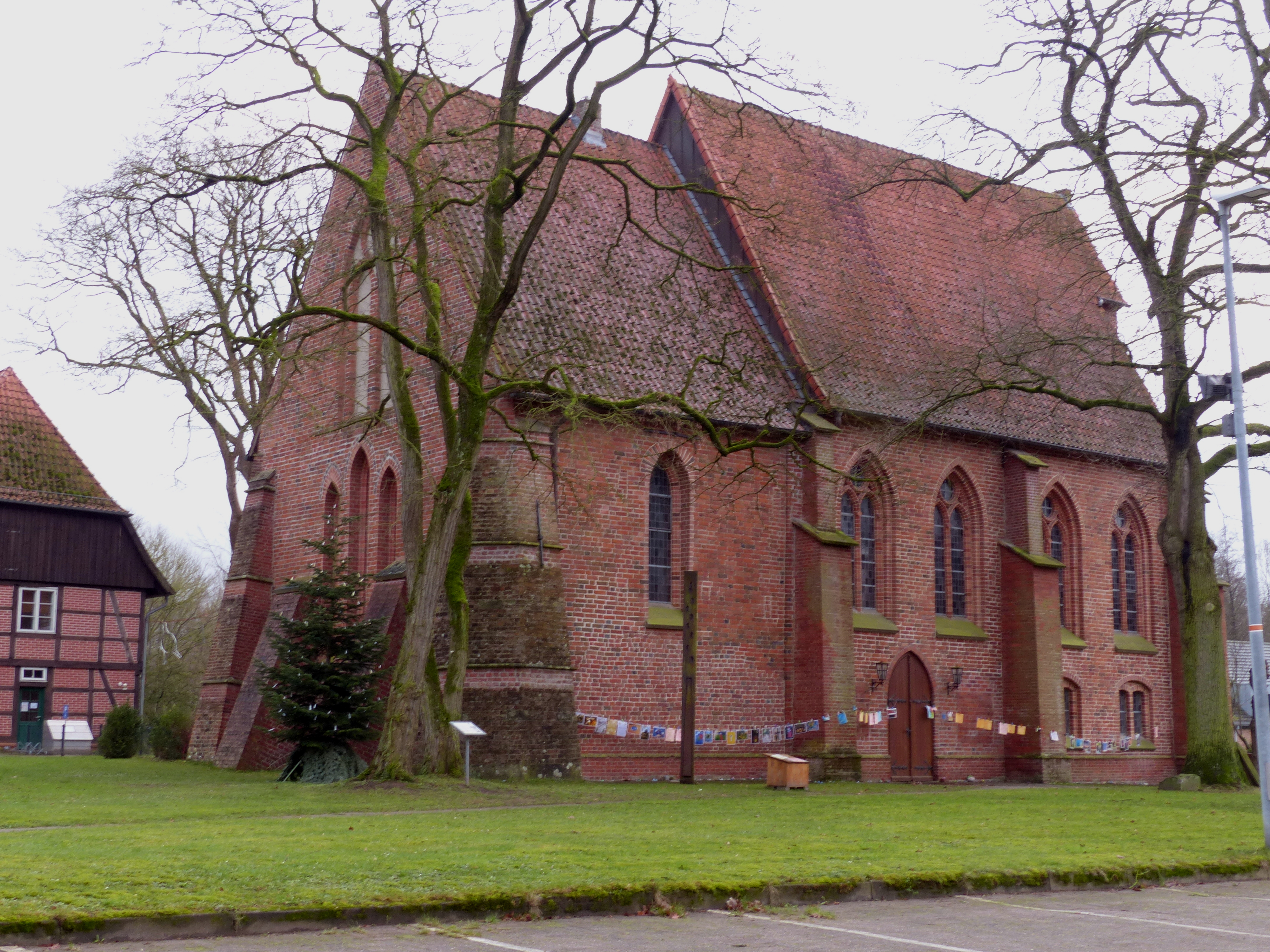
ハイリゲンローデの聖マリエン修道院教会

### ハイリゲンローデ
- 北緯52度58分59秒 東経08度42分33秒 / 北緯52.98306度 東経8.70917度、海抜 12 m

クロスターバッハ川沿いのハイリゲンローデは、牧歌的なたたずまいである。地区の中心部にある保存状態の良い修道院教会、修道院の水車、修道院および水車の池は、865年以上前にその起源を持つハイリゲンローデの波乱に満ちた過去の証人である。

### ゼッケンハウゼン
- 北緯52度59分23秒 東経08度45分48秒 / 北緯52.98972度 東経8.76333度、海抜 9 m

最初の文献記録は16世紀後半に現れる。この地域は、ブリンクムの外れの小さな集落から興ったようだ。ゼッケンハウゼンを通り抜けると、都市から田舎への移行部がここにあると感じられるだろう。密集した農業集落は600年の歴史を持つヴルフホープだけに見られ、それ以外では農場は風景の中に点在している。ただしその間にいくつかの住宅地も見られる。住宅地の他に、連邦道 B322号線沿いには商工業地や多くの小規模な工場もある。
ブリンクムの南には、ドイツ全土から裕福な人々をこの町に惹き付けていた高級車販売店タムゼンで知られていたが、2014年にハンブルクに移転した。ゼッケンハウゼンには基礎課程学校1校がある。さらにドイツ最大の衛生用品および暖房器具の卸売業者コルデス＆グレーフェが本社を構える商工業地もある。
ゼッケンハウゼンのマルティン＝ルター教会は1968年に建設された。教会の内と外にオットー・ヘルベルト・ハーイェクによるレリーフとファルプヴェーゲ（直訳: 色の道）がある。2005年から教会の屋根に設置されたものとしては最大のソーラー発電システムが設けられた。毎月第1金曜日に、「もう一つの礼拝」Go!sieben が開催される。

### ファーレンホルスト
- 北緯52度57分13秒 東経08度42分56秒 / 北緯52.95361度 東経8.71556度、海抜 31 m

ファーレンホルストはシュトゥールの町の南部に位置している。主に農業が営まれているファイネやヴァルヴェ集落もこの地区に含まれる。ファーレンホルスト地区の一部には森がある。
ファーレンホルストには、たとえばファーレンホルスト射撃協会フォン 1903 e.V.、スカートクラブ「アレ・フィールテル・シュトゥンデ」、TSG ゼッケンハウゼン＝ファーレンホルスト、サッカークラブ「パラダイス・シティー・ファーレンホルスト」などのクラブがある。ファーレンホルストの見所は、多くの古い木組みの家である。

## 歴史

### アインハイツゲマインデ・シュトゥール
自治体シュトゥールは、1974年3月1日の自治体再編によって現在の形となった。モールダイヒ、シュトゥール（ブロックム、シュトゥールバウム、クーレンを含む）、ヴァレルからなる旧シュトゥール町はオルデンブルク郡およびオルデンブルク行政管区に属していた。この町は、当時独立した町であったブリンクム、ファーレンホルスト、グロース・マッケンシュテット、ハイリゲンローデ（ビュルステルとノイクルークを含む）、ゼッケンハウゼンと合併して、人口最大の新たな自治体としてその名を引き継いだ。この新しい町は同時に、たとえばブリンクムなどがそれまで属してたハノーファー行政管区に移管され、グラーフシャフト・ホーヤ郡に編入された。1977年8月の郡再編によってグラーフシャフト・ホーヤ郡は廃止され、現在も属すディープホルツ郡に再編された。

### 帰属
11世紀から13世紀初めまで、シュトゥール周辺地域はザクセン族の部族大公に属していた。1234年にシュトゥールはオルデンブルク伯およびデルメンホルストの所領となった。ブリンクムはブレーメン司教区に属したが、1384年にホーヤ伯に売却された。
シュトゥールは17世紀中頃から、デンマーク（1667年）、フランス（1679年）、スウェーデン（1700年）、ハノーファー選帝侯（1711年）、ロシア（1773年）、イギリス＝ハノーファー（1795年）と帰属を替え、1811年に再びフランス領となった。シュトゥールは1815年以後再びオルデンブルクに属した。

### 地区の歴史
ブリンクムは、教会のある村 Brinscimibroch として1063年に初めて文献に記録されている。これはドイツ王ハインリヒ4世がブレーメン＝ハンブルク大司教の教会に土地を寄進したときの文書である。
グロース・マッケンシュテットは8世紀から定住がなされたが、1171年にブレーメン大司教の官僚フリードリヒ・フォン・マッケンシュテットにちなんで地名がつけられた。
ハイリゲンローデは8世紀に定住が行われた。1182年にベネディクト会女子修道院が設けられた。1189年この町の記述が遺されている。
モールダイヒは1143年に記録されている。集落は16世紀に定着した。
ゼッケンハウゼンは16世紀後半に初めて文献に記録されている。
シュトゥールは、1171年にシュトゥーレ川沿いの沼沢地として初めて記録されている。この文書には、ハインリヒ獅子公とブレーメン大司教バルドゥイン1世がフリードリヒ・フォン・マッケンシュテットに入植権を与えたことが記されている。1182年にこの地域は大部分がハイリゲンローデ修道院の領主権利下にあった。最も古い建造物は、1180年から1187年に建設されたアルト＝シュトゥールの教会である。1234年以後この集落はオルデンブルク伯およびデルメンホルストの所領となった。
ヴァレルは1289年に初めて Verlebrinc として記録されている。

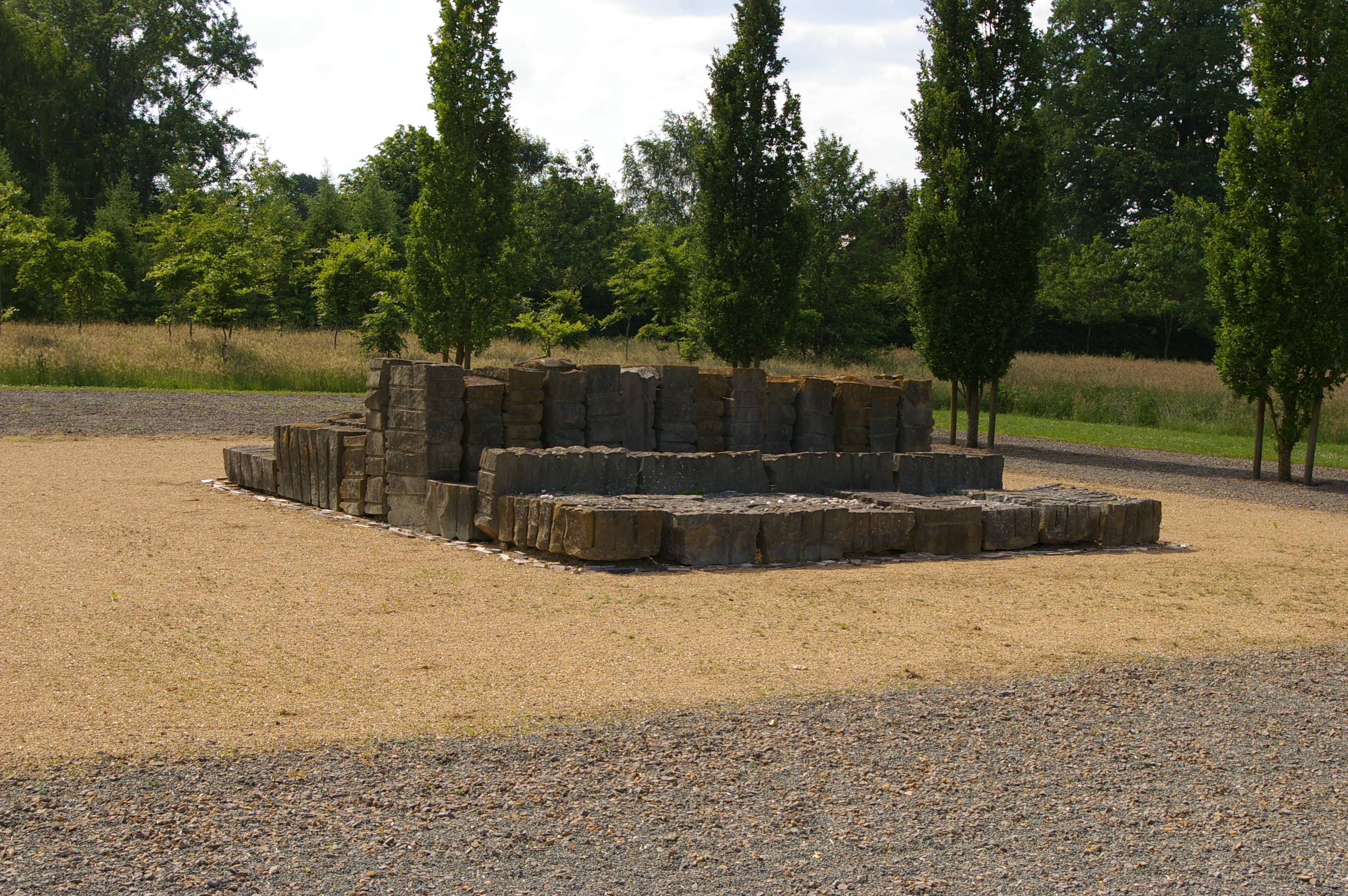
オーベルンハイデ強制収容所跡の悔恨碑

### オーベルンハイデ強制収容所分所
1939年、オーベルンハイデに建設労働者や戦争捕虜を収容する簡易収容所が設けられ、トート機関がその運用にあたった。一旦空になり、一時的な利用がなされた後、1942年に改めて戦争捕虜がここに収容された。1944年に対空砲兵士がここに配備された。
1944年9月からオーベルンハイデは、12の小屋を持つ、ノイエンガンメ強制収容所の分所となった。ハンガリーで逮捕された500人のユダヤ人女性が、ブレーメン＝フッケルリーデのヒンデンブルク兵舎からオーベルンハイデに移送された。その後、ポーランドから300人の女性収容者が移された。女性たちは、SS監視下でブレーメンでの清掃作業を強要された。SS-監視人による酷い虐待が戦後明らかにされている。1945年4月4日、ベルゲン・ベルゼン強制収容所の収容者が移送されてきた。その多くが1945年4月15日の強制収容所解放までに亡くなっていた。
1988年、追悼のために、ヴィトムーテ・マリークによる悔恨碑がここに建立された。

## 住民

### 人口推移
州統計局の発表によれば、人口は（一部は町村合併により）以下の通り推移している。

シュトゥールの人口推移

### 宗教

#### 宗教統計
Zensus 2011 の調査では、住民の 46.4 % が福音主義、8.3 % がローマ＝カトリック、45.4 % がその他の宗教団体に属すか無宗教であった。2020年12月末には、36.7 % が福音主義、8.0 % がローマ＝カトリック、55.4 % が無宗教または他の宗教団体に属していた。したがって、プロテスタントおよびカトリックの信者数はこの間に減少したことになる。

#### 教会
- ブリンクム福音主義ルター派教会、キルヒ通り1番地
- ハイリンゲンローデ福音主義ルター派教会、アウフ・デム・クロスター5番地
- ゼッケンハウゼン福音主義ルター派教会、インドゥストリー通り8番地
- シュトゥール福音主義ルター派教会、シュトゥーラー・ラント通り142番地
- ヴァレル福音主義ルター派教会、ヴァレラー・ラント通り69番地
- カトリックの聖霊教会、ブリンクム、ハイリヒ＝ガイスト通り1番地
- カトリックの聖パウルス教会、モールダイヒ、ヴァレラー・フェルト7番地

## 行政

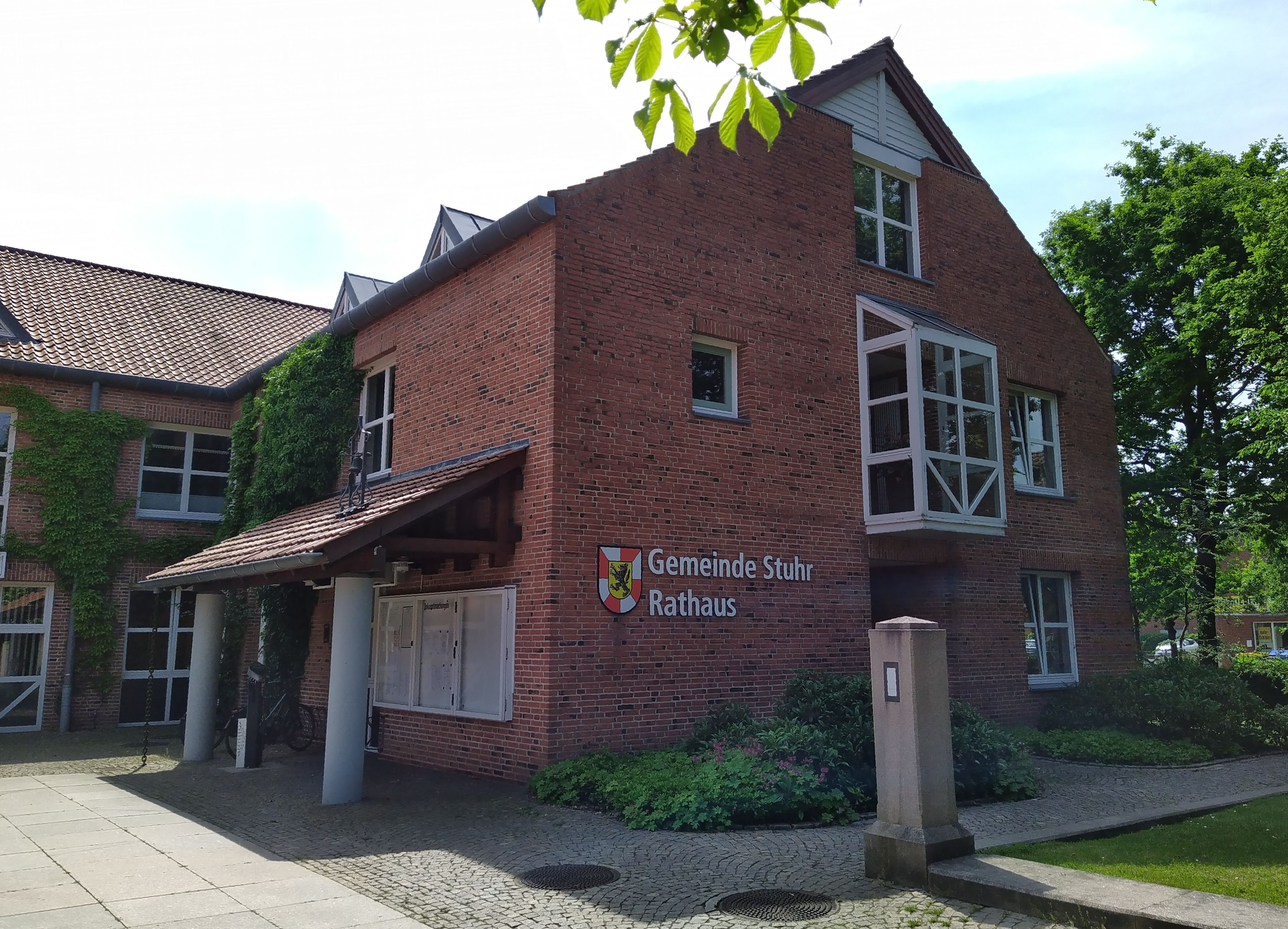
シュトゥールの町役場

1970年代の終わりにこの町は「Stuhr ist nicht stur」（直訳: シュトゥールは stur じゃない。）というスローガンを掲げた。現在のスローガンは「Gemeinsam sind wir Stuhr」（直訳: 我々みんながシュトゥールだ）である。

### 議会
シュトゥールの町議会は、38議席からなる。

### 首長
シュテファン・コルテは、2019年6月16日の選挙で、CDU候補フンラク・ホレとの決選投票で 61.49 % の票を獲得して、シュトゥールの町長に選出された。
過去の町長:
- 1974年 - 1991年: ハインツ＝ヴィルヘルム・シュミット (SPD)
- 1991年 - 1995年: ペーター・シルバッハ (SPD)
- 1995年 - 2001年: ヴィルフリート・フンテマン (SPD)
- 2001年 - 2011年: コルト・ボックホープ (CDU)
- 2012年 - 2020年: ニールス・トムゼン（無所属）
- 2020年 - : シュテファン・コルテ (SPD)

### 紋章
図柄: 銀色と赤で放射状に8分割。それに被せて金地に赤い爪や舌で威嚇する直立した黒い狼が描かれた小さな盾型が配置されている。

### 姉妹自治体
- 姉妹自治体[9]
  -  カントン・エコモワ（フランス語版、英語版）（フランス、サルト県）
  -  アルカラ・デ・グアダイラ（スペイン、アンダルシーア州）
  -  スィグルダ（ラトヴィア）
  -  オストシェシュフ（ポーランド語版、英語版）（ポーランド、ヴィエルコポルスカ県）
- 友好自治体[9]
  -  ジェール（ハンガリー、ジェール・モション・ショプロン県）
- シュトゥールはニーダーザクセン/ブレーメン市町村連合に加盟している。

## 文化と見所

### 建築

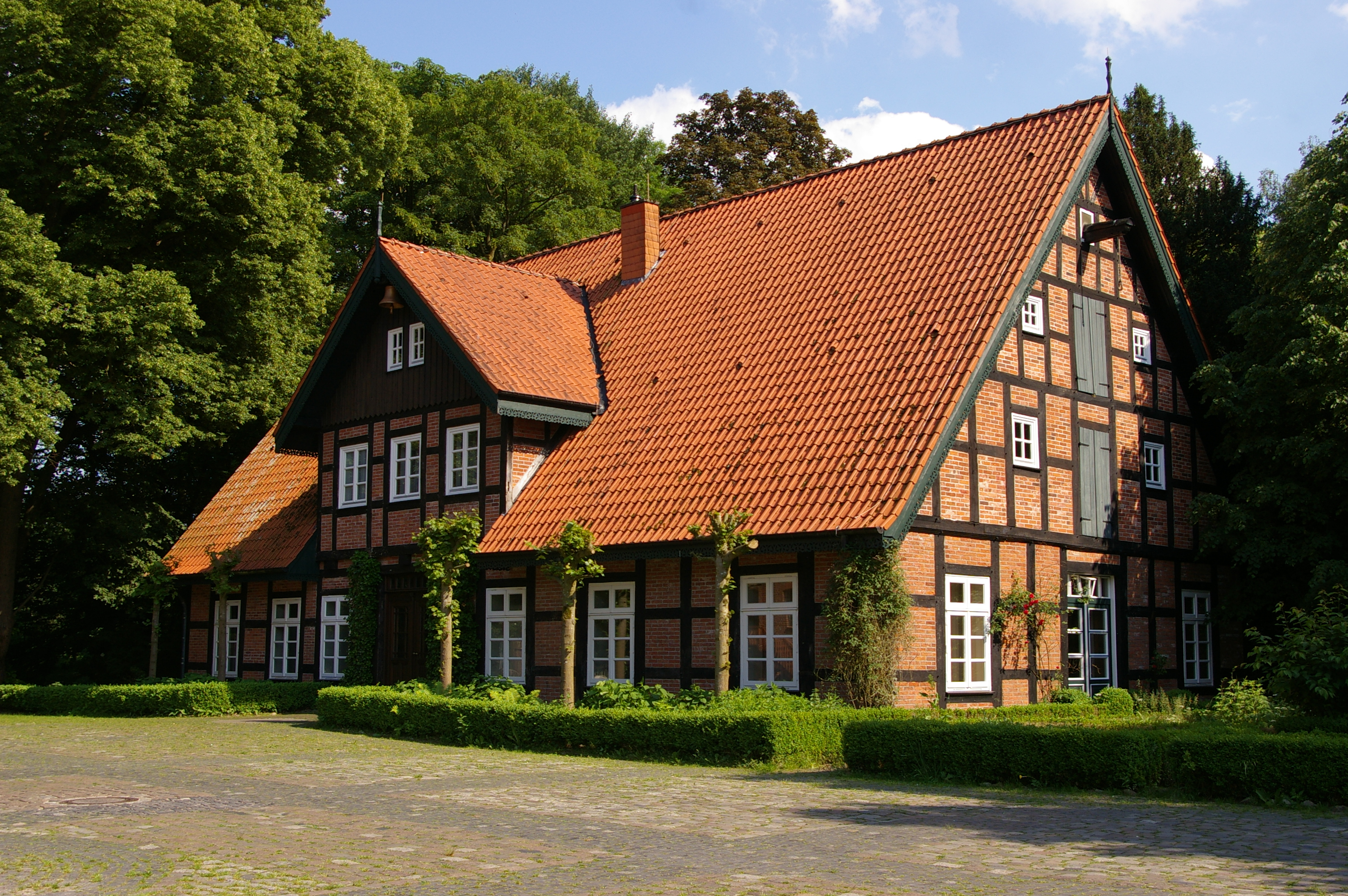
グート・ヴァレルの主館

シュトゥールの建造文化財リストには21件が登録されている。以下のものが含まれる。
- パンクラティウス教会は、ゴシック初期、13世紀に建設されたレンガ造りの教会で、聖パンクラティウスに献堂されている。木造の先代教会は、1180年から1187年に建設されたものであった。
- ブリンクムの中世の教会があった場所に、1842年、フリードリヒ・アウグスト・ルートヴィヒ・ヘルナーの設計に基づいて古典主義様式のザールキルヒェ（ドイツ語版、英語版）が建設された。
- ハイリゲンローデの聖マリエン修道院教会は、先代の教会（1182年建造）があった場所に1300年頃に建設された。この教会はかつてベネディクト会女子修道院に属していた。この教会は修道院の水車および修道院の池とともにクロスターバッハ川沿いに建っている。
- モールダイヒには、町立図書館が入居した旧役場がある。この他に、北ドイツのゲースト（ドイツ語版、英語版）の風景をモデルに1990年にモールダイヒ公園墓地が設けられた。ここにはブレーメンの建築家ハルム・ハスロープの礼拝堂「フース・アハテルン・ディーク」があり、その壁にはオルデンブルクの芸術家マックス・ヘルマンのレリーフが設置されている。
- ファーレンホルストには古い木組みの家がある。
- ヴァレルには、納屋、パン焼き小屋、水車を備えた農場建築群グート・ヴァレルがある。この建物群は、1980年からグート・ヴァレル保存会によって修復され、文化イベント施設に改造されている。
- ゼッケンハウゼンには、オットー・ヘルベルト・ハーイェクによるレリーフを持つマルティン＝ルター教会がある。

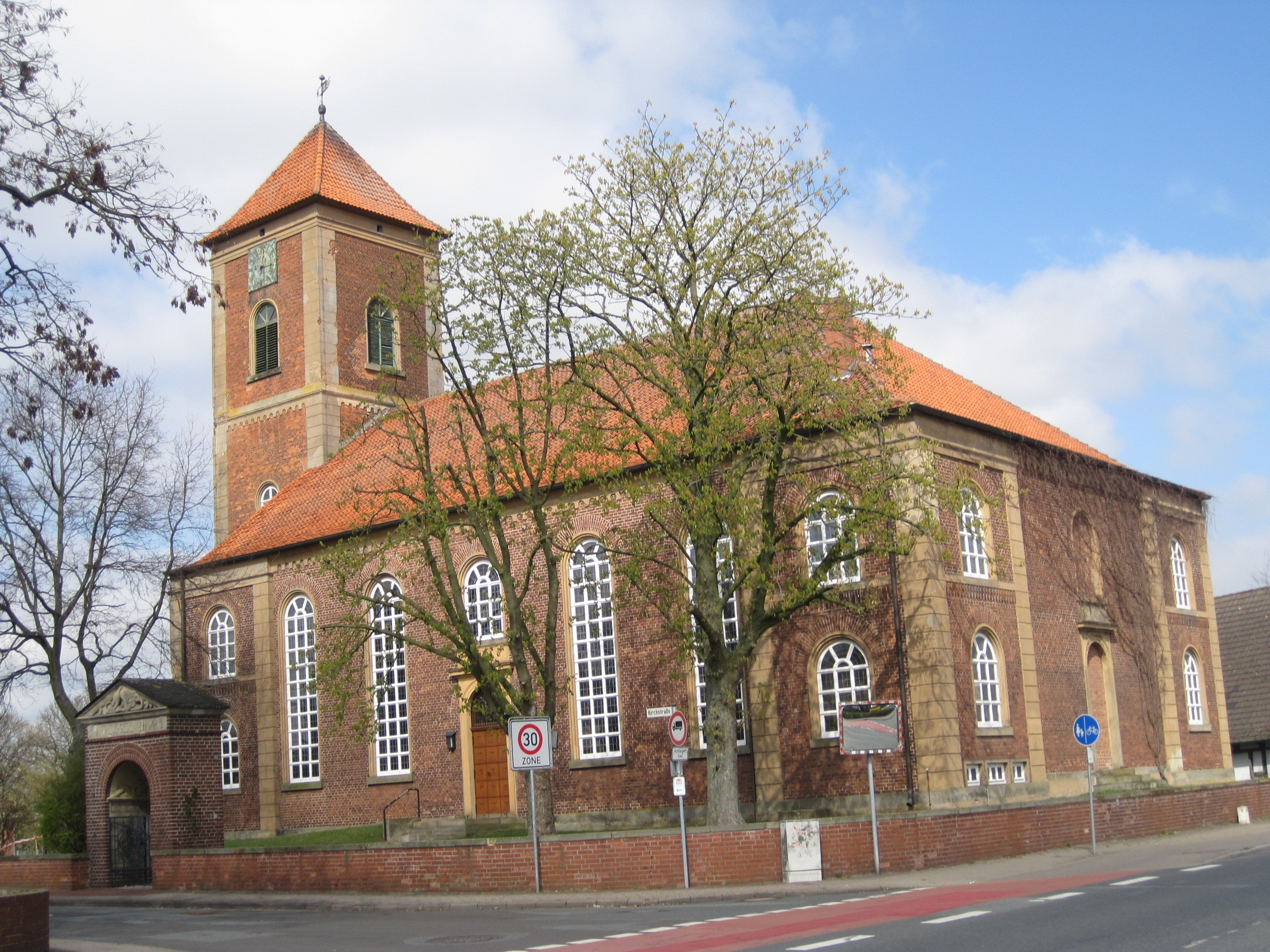
ブリンクムの聖十字架教会
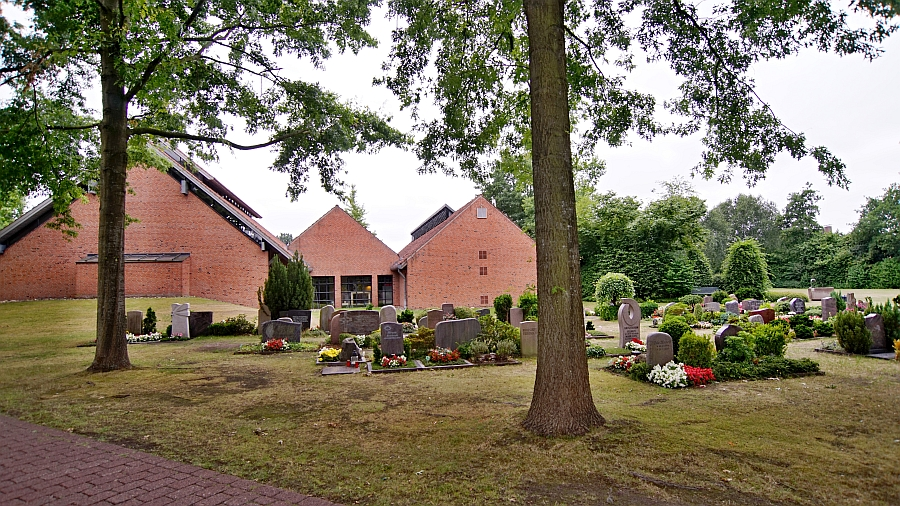
モールダイヒ墓地の礼拝堂「フース・アハテルン・ディーク」
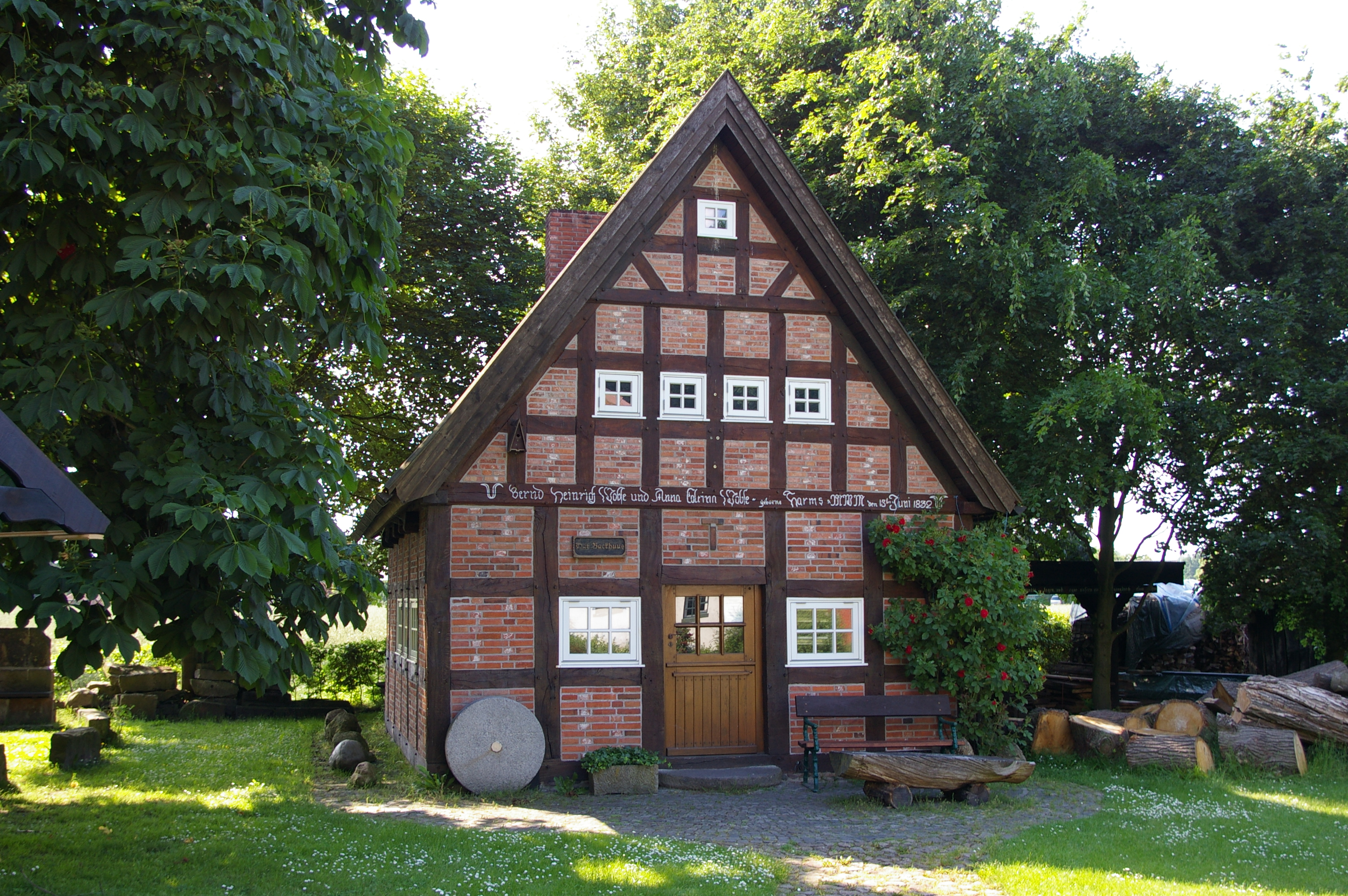
グート・ヴァレルのパン焼き小屋

### 公共スペースの芸術作品

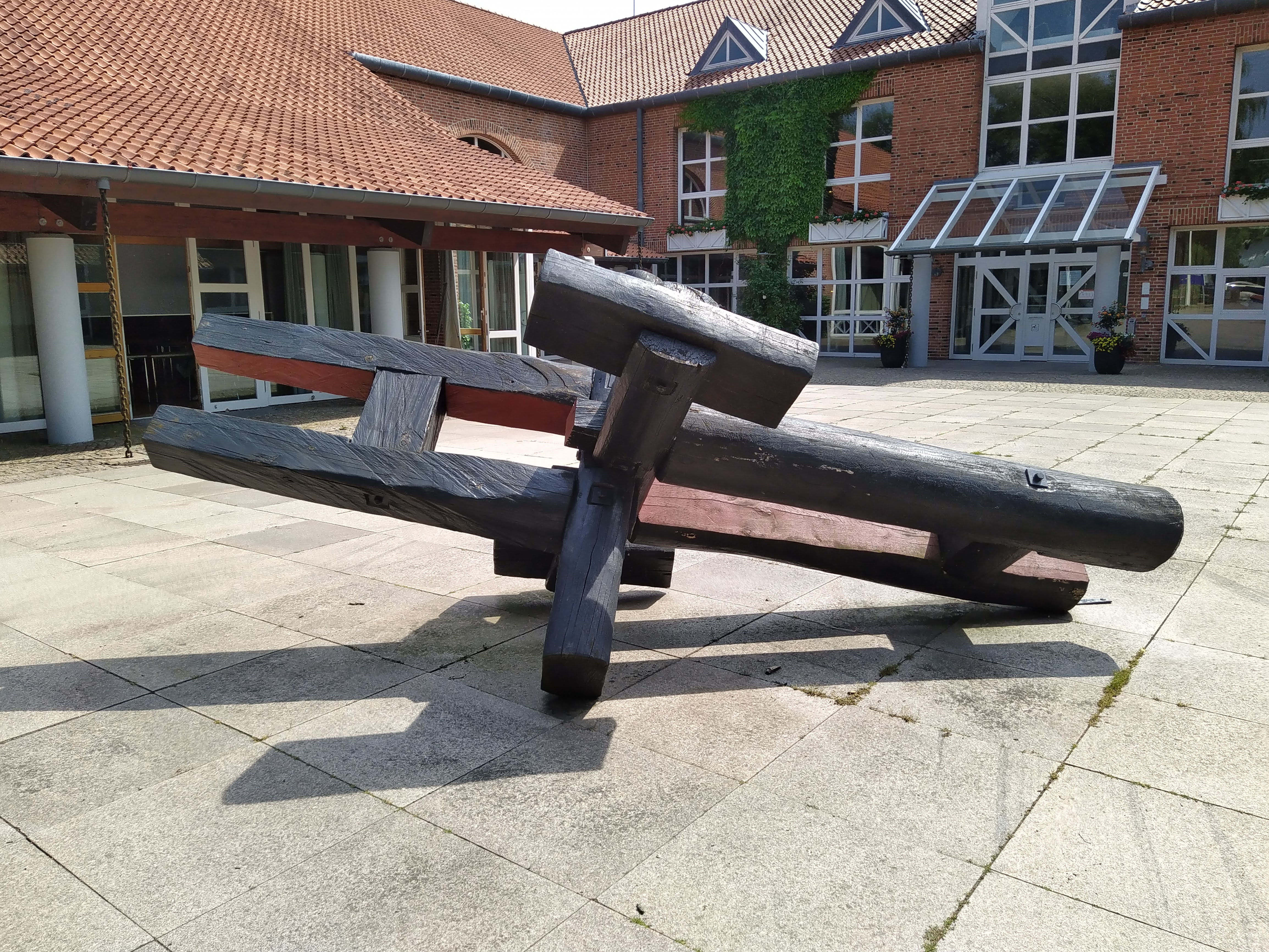
町役場前の「シュテンペルクロイツ」

- ビルクム、ブリゼック住宅地のマルス通り沿いの広場: スウェーデン出身のグラニート・ドービシンとイゴールス・ドービシンによる「オブジェクト・クンスト・イム・キンダーガルテン」（直訳: 幼稚園のオブジェクト芸術、1999年）がある。
- ハイリゲンローデ、水車池の中: ペトラ・フェルスターによるセラミック製の像「Der Mensch lebt nicht vom Brot allei」（直訳: 人はパンのみにて生きるにあらず、1994/95年）がある。
- ハイリゲンローデ、修道院教会内陣: ゴットリープ・ポット・ドールによるステンドグラス（1964年）
- オーベルンハイデ: ヴィトムーテ・マリークによる石製のノイエンガンメ強制収容所の分所の悔恨碑（1988年）
- ゼッケンハウゼン、市民大学の建物前: スウェーデン出身のグラニート・ドービシンとイゴールス・ドービシンによる「ライダース・ヘッド」（直訳: 騎手の頭、2000年）
- シュトゥール、町役場前: ジークフリート・ピートルスキーによる木製のオブジェクト「シュテンペルクロイツ」（1992年）
- シュトゥール、郡立貯蓄銀行前: リタ・ビーラーによるテラコッタ製の塔のオブジェクト（1997年）

### 記念プレート
シュトゥール駅記念プレート: 第二次世界大戦時の出来事を記念するプレートが2005年6月から設けられている。1944/45年にハンガリーからユダヤ人女性がノイエンガンメ強制収容所オーベルンハイデ/シュタール分所の収容者として、この駅からブレーメンに移送され、そこで強制労働に従事させられた。このプレートはシュトゥール＝モールダイヒのリーゼ＝マイトナー＝シューレの学生によって設置された。

## 経済と社会資本

### 経済
シュトゥールの経済は中小企業を主体としている。産業分野は、既存のハイテク分野に加えて、流通関連企業が多くを担っている。商工業地への交通の便が良い立地を活かして、大規模な小売店やショッピングセンターがある。アウトバーンのインターチェンジに隣接してアウトレットストアの「オクトゥム＝パルク」がある。
シュトゥールの大口雇用主としては、パイプ、フランジおよび継ぎ手の販売業者 (rtt)、包装資材卸売業者 (BB-フェアパックンゲン)、電子部品製造および販売業者（シュトラーシュ企業グループ）、チーズ製造業者、衛生用品卸売業者、旅行業者、建設資材製造業者がある。ブリンクムにはフランチャイズ企業「フライング・ピッツァ」のドイツ本社がある。シュトゥールのブルワリー「ミューレン＝ブロイ」は2008年から閉鎖されている。これに対して、マッケンシュテッター・コルンブレネライ（穀物酒蒸留所）は地元で良く知られており、2014年からファーレンホルスト地区でプライベートブルワリー「ブラウグート・シュトゥール」を運営している。

### 交通
シュトゥール町内には同名のアウトバーンのジャンクションがある。オランダから来る連邦アウトバーン A28号線が A1号線と合流するジャンクションである。この町の農業中心の地区は連邦道 B6号線および B51号線で結ばれている。この道路は、南部に位置する地区にとって主要な連絡道である。この町はブレーメン空港（その一部はシュトゥール町内である）への通り道にある。また、企業家や労働者にとってブレーメンの港へも交通の便が良い。ブレーメン - テディングハウゼン鉄道のモールダイヒ - レーステ区間をブレーメン市電に利用するという計画がある。

### インフラストラクチャ

#### 一般
- シュトゥールの町役場、ブロッケナー通り6番地
- シュトゥール消防団。ブリンクム、ファーレンホルスト、グロース・マッケンシュテット、ハイリゲンローデ、ゼッケンハウゼン、シュトゥールに地区消防隊がある。
- シュトゥール警察署、アム・ラートハウス5番地

### 教育
- 基礎課程学校 5校、ブリンクム、モールダイヒ、ハイリゲンローデ、ゼッケンハウゼン、ヴァレルにある。
- 共同型総合学校2校。モールダイヒ（リーゼ＝マイトナー＝シューレ）とブリンクムにある。

### 文化施設、クラブ・団体
- シュトゥール図書館、ブリンクムとモールダイヒにある。
- KuSS はシュトゥールの芸術学校である。
- シュトゥールのキュンストラーシュテッテ・シュトゥール＝ハイリゲンローデ。アン・デア・ヴァッサーミューレ5-10番地。
- 文化クラブ
  - 芸術: クンストフェライン・シュトゥール、シュトゥール女性芸術家ネットワーク、マッハ＝アート
  - 郷土協会: ハイリゲンローデ郷土協会、シュトゥール郷土劇場、シュパールクラブ＝ヴァレラー・クルーク
  - 合唱: アレグロ＝コール（ブロッケン、ブリンクム）、コンサート合唱団、ハーモニー・モールダイヒ、シャンティー＝コール・ブリンクム、ゼッケンハウゼン福音主義教会合唱団、モールダイヒのカトリック聖パウルス教会合唱団、ブリンクムのカトリック聖霊教会合唱団、ヴァレル福音主義教会合唱団
  - 音楽: ブロッケナー・ブラスムジカンテン、ハイリゲンローデ金管アンサンブル、ハイリゲンローデ修道院金管アンサンブル、シュトゥール音楽愛好会
  - メディアと演劇: シュトゥーラー・テアターキステ、スタジオ7 - ダス・メディエンテーム、メディア工房シュトゥール、ヴァレル子供劇場
  - グート・ヴァレル保存会、女性サンバグループ「ザムブラッサ」、ドルフシューレ・ブロッケン
- スタジオ・シュトゥール、ラジオ・ヴェーザー tv による市民放送
- ディープホルツ郡の郡立音楽学校。ジーケに事務所がある。
- シュトゥール・プラス - エネルギー効率の良い建築 + 近代化フォーラム 2009

### 社会福祉施設
- 町立幼稚園 10園、カトリック幼稚園 1園、ヴァルドルフ幼稚園 1園
- ブリンクムとファーレンホルストの多世代ハウス（シャウムレッフェル、ゲマインデハウス・ハイリヒ＝ガイスト＝カペレ）
- 民営の老人ホーム 4箇所（ブリンクム、ファーレンホルスト、シュトゥール）、ブリンクムとシュトゥールの介護付きホーム

### スポーツ
- ブリンクムおよびモールダイヒ/シュトゥールのスタジアム、2校の中等学校に併設された体育館
- 全ての地区にクラブがあり、スポーツを楽しむことができる。最も成功したスポーツ競技者は、バスケットボールや射撃でドイツ選手権クラスの活躍をしている。
- 馬術スポーツは、馬術愛好会が練習場を有している。

## 人物

### 出身者
- パウル・メール（ドイツ語版、英語版）（1912年 - 1972年）サッカー選手
- ゲルト・ヴィルトファング（ドイツ語版、英語版）（1946年 - 1997年）障害飛越競技選手
- ベンヤミン・フォン・シュトゥックラート＝バレ（1975年 - ）文筆家、ジャーナリスト

### ゆかりの人物
- カール・ダル（ドイツ語版、英語版）（1941年 - 2020年）テレビ司会者、歌手、俳優、コメディアン
- ディーター・ブルデンスキ（ドイツ語版、英語版）（1950年 - ）サッカー選手、スポーツライター
- ジョニー・オッテン（ドイツ語版、英語版）（1961年 - ）サッカー選手
- トーマス・シャーフ（1961年 - ）サッカー選手、指導者
- ビロル・ユーネル（1961年 - ）俳優

## 関連図書
- C.-H. Hüchting (1963). 900 Jahre Brinkum 1063–1963. Brinkum
- Erich Lemberg (1966). Gemeinde Stuhr. ed. Das Buch von Stuhr, Band I. Heimatgeschichte und Heimatkundliches der Gemeinde Stuhr in Oldenburg. Delmenhorst
- Erich Lemberg (1971). Gemeinde Stuhr. ed. Das Buch von Stuhr, Band II. Das alte Stuhr – heute jünger denn je. Zum 800-jährigen Jubiläum der Gemeinde Stuhr. Delmenhorst
- Gemeinde Stuhr, ed (1982). Heiligenrode 1182–1982. Festschrift zur 800-Jahr-Feier. Bremen
- Hartmut Müller (1988). Die Frauen von Obernheide. Jüdische Zwangsarbeiterinnen in Bremen 1944/45. Bremen
- Joachim Oltmann (1990). Gemeinde Stuhr. ed. Wieder in die Gänge kommen. Die Gemeinde Stuhr in der Nachkriegszeit 1945–1950. Brinkum, Fahrenhorst, Groß Mackenstedt, Heiligenrode, Moordeich, Seckenhausen, Stuhr, Varrel. Fischerhude: Verl. Atelier im Bauernhaus. ISBN 978-3-88132-168-6
- Herbert Schwarzwälder (2002). Das große Bremen Lexikon. Bremen
- Georg Dehio (1992). “Brinkum., Heiligenrode. u. Stuhr”. Handbuch der Deutschen Kunstdenkmäler. Bremen Niedersachsen. München / Berlin. pp. 297, 666, 1261
- Gabriele Ullrich (1996). Von starken und schwachen Frauen. Stuhr-Bremen-Weyher Lebensläufe aus vier Jahrhunderten. Fischerhude
- Helmuth Riewe; Irmgard Mainusch (2006). Gemeinde Stuhr und Volkshochschule des Landkreises Diepholz. ed. Wenig Licht und sehr viel Schatten. Stuhr 1933–1945. Erinnerungen Stuhrer Zeitzeugen. Stuhr
- Helmuth Riewe; Irmgard Mainusch (2007). Gemeinde Stuhr und Volkshochschule des Landkreises Diepholz. ed. Hunger nach Brot und Frieden. Stuhr 1945–1948. Erinnerungen Stuhrer Zeitzeugen. Stuhr
- Helmuth Riewe; Elisabeth Heinisch (2008). Gemeinde Stuhr und Volkshochschule des Landkreises Diepholz. ed. Leben unter dem Hakenkreuz 1933–1945. Zeitzeugen aus Heilgenrode und Groß Mackenstedt erzählen. Stuhr: Gemeinde Stuhr. ISBN 978-3-00-025809-1

### 訳注
1. ↑  ドイツ語: stur は「頑固な」あるいは「退屈な」を意味する。